# Philippe Nauche
 (décembre 2015).
Si vous disposez d'ouvrages ou d'articles de référence ou si vous connaissez des sites web de qualité traitant du thème abordé ici, merci de compléter l'article en donnant les références utiles à sa vérifiabilité et en les liant à la section « Notes et références ».
Philippe Nauche est un homme politique français né le 15 juillet 1957 à Brive-la-Gaillarde en Corrèze, membre du Parti socialiste. Il est député de la Corrèze (1997 à 2002 puis 2007 à 2017). Il est conseiller régional et vice-président du conseil régional de Nouvelle-Aquitaine.

## Biographie
Philippe Nauche est médecin anesthésiste-réanimateur de formation. Il est pour la première fois candidat aux élections législatives en 1993, dans la deuxième circonscription de la Corrèze. N'obtenant que 43,56 % des suffrages, il est battu par Bernard Murat. 
Lors des élections municipales de 1995, il est tête de liste du Parti socialiste sur la ville de Brive-la-Gaillarde, mais n'obtient que 30,94 % des voix au second tour contre 23,61 % pour la liste du maire sortant Jean Charbonnel (DVD) et 45,45 % pour la liste conduite par le député RPR Bernard Murat. 
De nouveau candidat aux élections législatives en 1997, il bat le député sortant, Bernard Murat, au second tour avec 51,92 % des voix. Lors des élections municipales de 2001, il est battu par le maire sortant lors d'une triangulaire.
Candidat à sa propre succession lors des élections législatives de 2002, il est battu au second tour par Frédéric Soulier, candidat UMP. Philippe Nauche est de nouveau candidat du Parti socialiste en 2007 dans la deuxième circonscription de la Corrèze. Il s'impose, au second tour, face au candidat sortant UMP avec 50,94 % des suffrages, soit 849 voix d'avance.
En 2008, lors des élections municipales, conduisant la liste « Tous ensemble, Brive autrement » (Union de la gauche) au second tour, il remporte la mairie de Brive avec 51,97 % des voix face au sortant UMP Bernard Murat, avant d'être également élu président de la Communauté d'agglomération de Brive. Sans augmenter les taux communaux d'imposition, il mène une politique d'attractivité du bassin de Brive en réalisant des équipements structurants comme la réhabilitation du théâtre et son parvis, la rénovation de la halle Brassens, le centre aquatique Monjauze, la tribune sud du Stadium, la construction du gymnase Lavoisier, l'aménagement des zones d'activités, les abords de la collégiale Saint-Martin, la rénovation des quartiers et de la voirie, les studios, l'épicerie sociale ou la réfection de la piste d'athlétisme.   
Le 17 juin 2012, au second tour des élections législatives, il est réélu député de la deuxième circonscription de la Corrèze avec 58,96 % des voix contre Pascal Coste, candidat de l'UMP et devient vice-président de la commission de la défense et des forces armées. Il est également membre de la délégation parlementaire au renseignement et rapporteur pour avis du projet de loi relatif à ce sujet. Il est aussi le co-auteur de la loi sur la surveillance internationale pour veiller à l’équilibre entre efficacité des services et protection des libertés publiques.  
En 2014, il est candidat à sa succession à la mairie de Brive. Il est battu par Frédéric Soulier, qui obtient 58,8 % des voix. Puis, en 2015, il conduit la liste PS-PRG d'Alain Rousset en Corrèze pour les élections régionales en Aquitaine-Limousin-Poitou-Charentes. Le 13 décembre, il est élu conseiller régional en Aquitaine-Limousin-Poitou-Charentes. La liste de rassemblement de la gauche et des écologistes arrive en tête en Corrèze et obtient 44,02% des voix. Conseiller délégué à l'attractivité et à l'intelligence économique, il est Président de la commission développement économique, technologies de l'information et de la communication de la Région Nouvelle-Aquitaine et élu de territoire Pays de Brive / Pays de Vézère-Auvezère / Pays de la Vallée de la Dordogne.
Il est chargé du projet Sécurité dans la campagne de Vincent Peillon pour la primaire citoyenne de 2017. Il est également membre du comité politique de sa campagne.
Philippe Nauche est candidat à sa succession lors des élections législatives de 2017. Il est battu dès le premier tour obtenant 14,14 % des suffrages. Frédérique Meunier (LR), lui succède en tant que député.
Lors de la séance plénière du 23 octobre 2017, il a est élu vice-président du conseil régional de Nouvelle-Aquitaine en remplacement de Nathalie Delcouderc-Juillard.

## Activité parlementaire
Dans le cadre de son mandat parlementaire, Philippe Nauche a été vice-président de la Commission de la Défense nationale et des Forces armées, membre de la délégation parlementaire au renseignement, membre de l’office parlementaire d’évaluation des choix scientifiques et technologiques, membre de la commission de vérification des fonds spéciaux et Président du groupe d’amitié France-Afghanistan.
Il est aussi l'auteur de plusieurs rapports sur le retrait des forces françaises d'Afghanistan, l'opération Serval au Mali et sur la loi relative au renseignement.

## Mandats

### Mandats en cours
- Région Nouvelle-Aquitaine
  - Conseiller régional délégué à l'attractivité et à l'intelligence économique depuis le 4 janvier 2016, puis Vice-président du conseil régional de Nouvelle-Aquitaine depuis le 23 octobre 2017
  - Président de la Commission Développement économique, technologies de l'information et de la communication
  - Élu de territoire Pays de Brive / Pays de Vézère-Auvezère / Pays de la Vallée de la Dordogne

### Mandats antérieurs
- Assemblée nationale
  - Député de la deuxième circonscription de la Corrèze du 12 juin 1997 au 19 juin 2002

- - Député de la deuxième circonscription de la Corrèze du 20 juin 2007 au 18 juin 2017

- Conseil général de la Corrèze
  - Conseiller général du canton de Brive-la-Gaillarde-Nord-Ouest  du 24 mars 1998 au 18 mars 2008

- Communauté d'agglomération de Brive
  - Président de 2008 à 2014

- Commune de Brive-la-Gaillarde
  - conseiller municipal du 19 juin 1995 au 30 juin 2007, du 5 avril 2014 au 7 janvier 2016
  - Maire du 17 mars 2008 à avril 2014